# Marco Maier
Marco Maier (* 20. Dezember 1999 in Oberstdorf) ist Teil des Zoll-Ski-Teams, sowie Sportler in den paralympischen Skilaufdisziplinen Nordisch und Biathlon.

## Sportliche Erfolge
Maier startet in der Startklasse LW8 für das Team Deutschland in den paralympischen Skilaufdisziplinen Nordisch und Biathlon.
Bei den Winter-Paralympics 2022 in Peking errang er im Langlauf Sprint und im Biathlon auf der 6-km-Strecke die Silbermedaille.
Bei den Para-Weltmeisterschaften 2023 im schwedischen Östersund wurde er mehrfacher Weltmeister, so im 7,5 km Langlauf (Sprint stehend), im 7,5 km Biathlon und als Mitglied der 4 × 2,5 km Langlauf-Staffel. Vom 6. bis 10. März 2024 fand in Prince George (Kanada) die Para-Biathlon-Weltmeisterschaft 2024 statt. Marco Maier gewann die Bronzemedaille im 7,5-km-Sprint.

## Ehrungen
Für seine Erfolge bei den Winter-Paralympics 2022 in Peking erhielt Maier das Silberne Lorbeerblatt und wurde zudem als Para-Sportler des Jahres 2022 ausgezeichnet.